# Philippe Clair
Pour les articles homonymes, voir Bensoussan et Clair.
Pour l’article ayant un titre homophone, voir Philippe Clerc.
Ne doit pas être confondu avec Philippe Clay.
Prosper Charles Bensoussan, dit Philippe Clair, est un acteur et réalisateur français, né le 14 septembre 1930 à Martimprey-du-Kiss (aujourd'hui Ahfir), au Maroc, et mort le 28 novembre 2020 à Courbevoie (Hauts-de-Seine).

## Biographie
Prosper Charles Bensoussan, dit Philippe Clair, naît au Maroc. Il s’établit à Paris dans les années 1950 pour étudier la comédie au Conservatoire national supérieur d'art dramatique.
Il débute sur les planches ainsi qu'à la télévision aux côtés de grands noms — L'Affaire des poisons avec Raymond Rouleau, Une femme libre de Armand Salacrou avec Danielle Delorme, Les Isles fortunées de Simon Gantillon, etc. Il monte ensuite lui-même ses propres spectacles où il met en avant un humour judéo-arabe jusqu'ici méconnu en France : Purée de nous z'otres, La Parodie du Cid d'Edmond Brua, De Bab el Oued à l'Élysée.
En 1965, il réalise son premier film : Déclic et des claques avec Annie Girardot, ou les mésaventures de jeunes pieds-noirs débarquant à Paris. Il poursuit aussi une activité de chansonnier : en 1967, un disque évoquant la guerre des Six Jours, Rien Nasser de courir, est interdit par la censure du fait de sa tonalité politique, en porte-à-faux avec la position du gouvernement français,.
Dans les années 1970, Philippe Clair intensifie son activité de cinéaste et devient un des grands spécialistes de la comédie populaire franchouillarde, qu’il inonde de son humour pied-noir. La plupart de ses films sont des succès commerciaux, tout en étant malmenés par la critique.
Il fait notamment débuter les Charlots dans La Grande Java, Richard Anconina dans Comment se faire réformer avec Bernard Pinet, Michel Melki, Hervé Palud, et dirige Aldo Maccione dans La Grande Maffia, Tais-toi quand tu parles et Plus beau que moi, tu meurs. On lui doit aussi Le Führer en folie, avec Henri Tisot dans le rôle d'Adolf Hitler et Alice Sapritch dans celui d'Eva Braun.
Mais c'est en 1984 qu'il réussit le plus beau coup de sa carrière, en engageant Jerry Lewis dans son film Par où t'es rentré ? On t'a pas vu sortir.
Dans les années 1980, son succès décline, en partie du fait de l'arrivée d'une nouvelle vague de comiques (celle du café-théâtre, notamment représentée par les membres du Splendid), et Philippe Clair met un terme à sa carrière en 1989 après un ultime long-métrage, L'Aventure extraordinaire d'un papa peu ordinaire.
L'humour judéo-pied-noir rejaillit une dizaine d'années plus tard avec La Vérité si je mens ! de Thomas Gilou, que le critique Louis Skorecki du quotidien Libération voit comme un remake de son premier film Déclic et des claques[réf. nécessaire].
En 2013, le journaliste et réalisateur Gilles Botineau signe en compagnie de Philippe Clair lui-même un portrait documentaire intitulé Plus drôle que lui, tu meurs. Ce film, d'une durée de 52 minutes, permet de redécouvrir l'intégralité de sa carrière, en évoquant ses succès, ses échecs mais aussi sa vision de la comédie.
En 2014, Philippe Clair publie ses mémoires, qu'il intitule Quel métier étrange !,

### Mort et hommages
Philippe Clair meurt le 28 novembre 2020 à Courbevoie, à l'âge de 90 ans,,. Il est inhumé au cimetière parisien de Pantin (division 42).
Le 31 mars 2021, l’éditeur Christian Navarro publie Authentique, mais vrai !, une série d'entretiens avec Philippe Clair menés par son biographe, le journaliste Gilles Botineau, et qui décortiquent l'ensemble de son œuvre cinématographique,.
Le 5 novembre 2024, la plupart des films signés Philippe Clair, longtemps bloqués pour des problèmes de droit, sont édités pour la première fois en DVD ainsi qu'en Blu-ray.

## Vie privée
Philippe Clair est le père de Michael Bensoussan, dit Estéban ou David Boring, chanteur et acteur français, né dans les années 1970 à Paris.

## Filmographie
Sauf indication contraire, les informations mentionnées dans cette section peuvent être confirmées par les bases de données cinématographiques IMDb et Allociné,  présentes dans la section « Liens externes ».

### Réalisateur
- 1964 : Déclic et des claques
- 1970 : La Grande Java
- 1971 : La Grande Maffia
- 1972 : La Brigade en folie
- 1973 : Le Führer en folie
- 1975 : Le Grand Fanfaron
- 1977 : Comment se faire réformer
- 1978 : Les réformés se portent bien
- 1978 : Ces flics étranges venus d'ailleurs
- 1979 : Rodriguez au pays des merguez
- 1981 : Tais-toi quand tu parles
- 1982 : Plus beau que moi, tu meurs
- 1984 : Par où t'es rentré ? On t'a pas vu sortir
- 1986 : Si t'as besoin de rien... fais-moi signe
- 1987 : Si tu vas à Rio... tu meurs
- 1989 : L'Aventure extraordinaire d'un papa peu ordinaire

### Acteur

#### Au cinéma
- 1961 : Donnez-moi dix hommes désespérés de Pierre Zimmer
- 1962 : Les Petits Matins de Jacqueline Audry
- 1964 : Déclic et des claques de lui-même
- 1965 : Du rififi à Paname de Denys de La Patellière
- 1970 : La Grande Java de lui-même
- 1971 : La Grande Maffia de lui-même
- 1973 : La Brigade en folie de lui-même
- 1973 : Le Führer en folie de lui-même
- 1977 : Comment se faire réformer de lui-même
- 1978 : Les réformés se portent bien de lui-même
- 1978 : Ces flics étranges venus d'ailleurs de lui-même
- 1979 : Rodriguez au pays des merguez de lui-même
- 1981 : Tais-toi quand tu parles de lui-même
- 1982 : Plus beau que moi, tu meurs de lui-même
- 1984 : Par où t'es rentré ? On t'a pas vu sortir de lui-même
- 1986 : Si t'as besoin de rien... fais-moi signe de lui-même
- 1987 : Si tu vas à Rio... tu meurs de lui-même
- 1987 : Cayenne Palace d'Alain Maline

2014 : Bubble Blues de Patrick Volve

#### À la télévision
- 1960 : Cyrano de Bergerac (téléfilm), de Claude Barma
- 1962 : L'inspecteur Leclerc enquête, épisode Le Taxi de Vicky Ivernel
- 1962 : Les Cinq Dernières Minutes, épisode no 25 C'était écrit de Claude Loursais : Norbert
- 1962 : L'inspecteur Leclerc enquête, épisode La Trahison de Leclerc de Marcel Bluwal
- 1963 : Le Chevalier de Maison-Rouge (mini-série) de Claude Barma
- 1963 : Les Cinq Dernières Minutes, épisode no 29 Une affaire de famille de Jean-Pierre Marchand : Roger Cervoni
- 1964 : La Caravane Pacouli de Louis Soulanes
- 1982 : Les Sept Jours du marié de Serge Moati
- 1985 : Les Mondes engloutis (série d'animation) de Michel Gauthier (voix)
- 2013 : Plus drôle que lui, tu meurs (documentaire) de Gilles Botineau : lui-même

## Théâtre
Sauf indication contraire ou complémentaire, les informations mentionnées dans cette section peuvent être confirmées par la base de données Les Archives du spectacle.
- 1957 : Le Jeu de la vérité de José Luis de Vilallonga, mise en scène Pierre Valde, Théâtre du Gymnase
- 1963 : Purée de nous z'otres de Philippe Clair, mise en scène et comédien, Théâtre des 3 Baudets
- 1964 : La Parodie du Cid d'Edmond Brua, mise en scène et comédien, Théâtre Bobino
- 1965 : De Bab-El-Oued à l'Elysée de Philippe Clair, mise en scène et comédien, Théâtre Antoine
- 2013 : Au secours, Philippe Clair revient de Philippe Clair, mise en scène et comédien, Espace Rachi

## Publications
- 2014 : Quel métier étrange ! (autobiographie), Grrr... Art éditions
- 2021 : Authentique mais vrai ! (entretien avec Gilles Botineau), Christian Navarro éditions